# Pink Floyd: The Wall
Pour les articles homonymes, voir The Wall (homonymie).
Pour plus de détails, voir Fiche technique et Distribution.
Pink Floyd: The Wall est un film musical réalisé par Alan Parker et sorti en 1982. Il est fondé sur le double album conceptuel du groupe anglais Pink Floyd.
Le film alterne séquences filmées avec des séquences animées sur un rythme rapide. Il comprend peu de dialogues, la bande originale reprenant essentiellement les musiques du groupe, certains titres ont été réenregistrés pour l'occasion.

## Synopsis
Sentant sa personnalité défaillir, Pink, une star du rock, se fabrique un mur protecteur derrière lequel il croit d'abord trouver refuge. Mais ce mur finit par l'étouffer et le pousse, seul et malheureux, jusqu'aux portes de la folie. Il passe alors en revue les éléments importants de sa vie ; la mort de son père à la guerre, les aspects oppressants de la personnalité de sa mère, les brimades de professeurs, puis l'échec de son mariage et la plongée dans la drogue, autant de briques dans le mur (Another Brick in the Wall), ou d'éléments qui en ont comblé les interstices (Empty Spaces). Cet examen de conscience le mène jusqu'à son autoprocès (The Trial).

## Fiche technique
- Titre : Pink Floyd: The Wall
- Réalisation : Alan Parker
- Animations : Gerald Scarfe
- Scénario : Roger Waters
- Musique : Bob Ezrin, Pink Floyd (David Gilmour, Nick Mason, Roger Waters et Richard Wright) et Michael Kamen
- Producteur : Alan Marshall
- Photographie : Peter Biziou
- Montage : Gerry Hambling
- Budget : 22 244 207 USD
- Pays d'origine :  Royaume-Uni
- Format : Cinémascope 2.35:1, 35 mm (couleurs, son Dolby)
- Genre : Film musical, drame et fantastique
- Durée : 95 minutes
- Dates de sortie[1] :
  -  France : 23 mai 1982 (Festival de Cannes 1982)
  -  France,  Royaume-Uni : 14 juillet 1982
  -  États-Unis : 13 août 1982

## Distribution
- Bob Geldof : Pink
- Kevin McKeon : Pink enfant
- David Bingham : Pink petit
- Christine Hargreaves : la mère de Pink
- James Laurenson : le père de Pink
- Alex McAvoy : le professeur
- Marjorie Mason : la femme du professeur
- Eleanor David : la femme de Pink
- Bob Hoskins : l'impresario
- Jenny Wright : la groupie américaine
- Ellis Dale : le médecin anglais
- James Hazeldine : l'amant
- Robert Bridges : le médecin américain
- Michael Ensign : le gérant de l'hôtel
- Albert Moses : le concierge

## Tournage

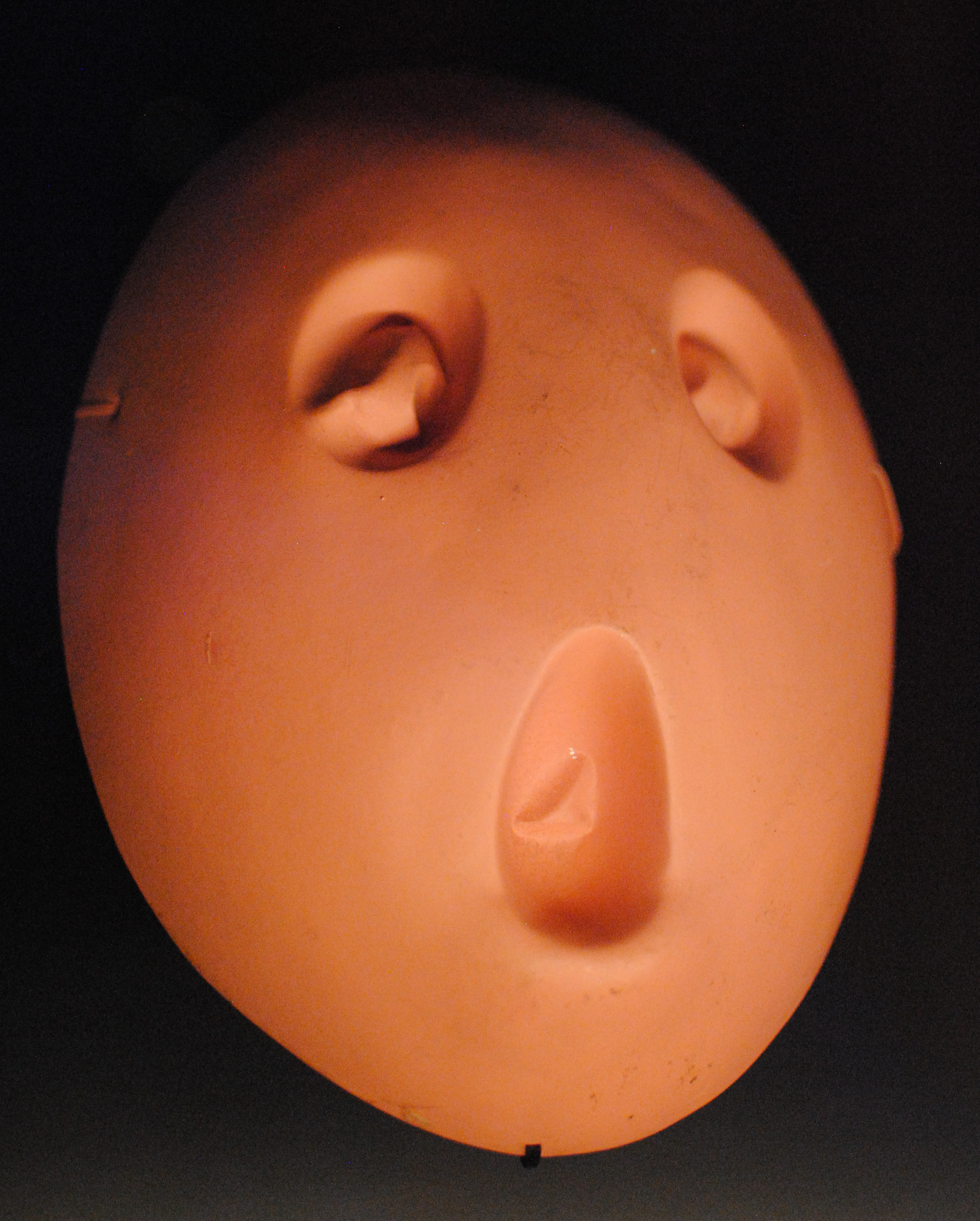
Un des masques portés par les élèves dans les scènes de classe, vu lors de l'exposition Pink Floyd: Their Mortal Remains.

Sans être encore le réalisateur prévu (Ridley Scott fut aussi envisagé, selon Scarfe), Alan Parker travailla avec Waters et Scarfe dès avril 1981. Il était alors prévu que des scènes en prise de vues réelles de la tournée soient insérées au film. Le tournage du film débuta le 7 septembre 1981 dans une demeure conservant son mobilier des années cinquante. Les scènes d'extérieur, comme celles de la bataille d'Anzio, furent tournées dans le Somerset, et celles du meeting dans le Royal Horticultural Hall, à Westminster,. Il y eut soixante et un jours de tournage, comprenant soixante heures de rushes en 4825 prises pour 107 000 mètres de bobines.[réf. nécessaire] Dix mille dessins furent réalisés pour le quart d'heure total d'animation dans le film, dont certains (notamment pour The Trial) l'avaient été pour la tournée The Wall Tour. Le montage dura huit mois.

## Bande originale
Fondé sur l'album et la tournée, le film musical en reprend bien évidemment l'essentiel. Néanmoins, de nombreuses modifications ont été apportées : 
- Certains titres ont été réenregistrés : Mother et Is There Anybody Out There? ; les deux In the Flesh et In the Flesh?, de plus réinterprétés par Bob Geldof qui ânonne aussi Stop ; à Bring the Boys Back Home fut adjoint un chant choral. Ces quatre chansons sont par ailleurs diégétiques, les personnages « chantant » eux-mêmes les paroles[2]. Outside the Wall est, lui, allongé pour illustrer le générique de fin, avec l'ajout de chœur et orchestre.
- Hey You, pourtant filmé et monté mais écarté par Waters, et The Show Must Go On ne sont pas présents dans le film.
- En plus de la chanson de Vera Lynn The Little Boy that Santa Claus Forgot, une nouvelle chanson de Pink Floyd est ajoutée : When the Tigers Broke Free fut enregistré par Roger Waters seul, avec chœur et orchestre. What Shall We Do Now?, écarté du disque, prolonge Empty Spaces dans le film.

Les autres chansons ont été remixées à des degrés divers, le mixage final du film, en Dolby 70 mm, ayant été particulièrement soigné. Run Like Hell et Another Brick in the Wall, Part 2, en particulier, furent remontés et raccourcis.
Les rares dialogues du film sont, à quelques exceptions près (reproches du professeur, jardin d'enfants, scène du train), déjà présents dans l'album. D'autres effets ont été remplacés, comme la télévision diffusant The Dam Busters (Les Briseurs de Barrages, film de 1955, et non plus La Bataille d'Angleterre comme dans l'album), analogie limpide au « tear down the wall » (The Trial).

## Analyse
The Wall n'est pas un film classique dans sa réalisation. Le montage n'est pas linéaire mais suit le trajet mental de Pink. Les scènes du passé de Pink, tournées avec des acteurs, alternent avec des dessins animés réalisés par Gerald Scarfe. Le film oscille ainsi entre les souvenirs d'enfance idéalisés malgré l'absence du père, le sentiment de la profonde médiocrité du monde des adultes, et la fuite en avant dans le rock, le sexe, la violence et la drogue. Trois étapes d'une vie qui s'emballe et finit par coincer Pink derrière un mur, métaphore des troubles mentaux du héros dont il ne parvient pas à sortir seul.
Certains voient dans cette œuvre un hommage de Roger Waters à Syd Barrett, ancien membre du groupe, même si cette hypothèse est peu probable. Le film paraît en effet plus être parti des problèmes relationnels de Roger Waters avec le public, et être devenu très autobiographique. 
Quelques citations allant dans ce sens :

« Peut-être que l'entraînement à voir les choses d'un point de vue architectural m'a aidé à visualiser mes sentiments d'aliénation par rapport au public rock. Ceci fut le point de départ pour The Wall. Le fait qu'il incarna par la suite un récit auto-biographique était d'un certain point de vue secondaire par rapport au gros de la chose qui fut un constat, très théâtral, disant : « Tout ça n'est pas merdique ? Je suis là sur scène pendant que vous êtes tous là en bas et c'est pas horrible ? Qu'est-ce qu'on est en train de foutre là ? » »

— Roger Waters, juin 1987.[réf. nécessaire]

« Je n'adhère pas totalement au concept de The Wall. Selon moi c'est un véritable catalogue de plaintes et je ne veux faire des reproches à propos de ma vie qu'à moi-même... Il y a des choses super sur cet album. C'est je pense ce qu'il y a de génial avec la musique : vous pouvez avoir des paroles sombres et négatives sur une instrumentale valorisante. Cela se juxtapose et vous donne un bon sentiment final de la chose. Je pense que le film est devenu trop noir et négatif. Comme j'ai dit, je ne me retrouve pas vraiment dans tout ce que Roger dit dedans. Je pense que certaines parties sont très bonnes et d'autres beaucoup trop négatives pour moi. »

— David Gilmour, Radio Américaine, mai 1992.

« Et mon point de vue sur The Wall en particulier est plus nuancé aujourd'hui qu'à l'époque. Je le vois aujourd'hui comme une liste de gens que Roger blâme pour ses propres ratés dans sa vie, une liste de « vous m'avez baisé comme-ci, vous m'avez baisé comme ça. » »

— David Gilmour, Guitar World, février 1993.
Le symbole attribué à la folie politique de Pink, les deux marteaux croisés, sont exploités de façon étrangement ressemblante à 1984 (Nineteen Eighty-Four, George Orwell). En effet, lorsque les spectateurs du show acclament Pink et montrent leur ralliement, ils croisent les bras devant eux, retournés, les poings fermés, ce qui fait penser au même geste de ralliement à Big Brother dans l'œuvre d'Orwell (que l'on voit également dans l'adaptation datant de 1984 lors de la longue scène d'introduction). Ce clin d'œil n'est pas anodin, 1984, tout comme ce film, a parmi ses thèmes centraux l'aliénation des foules.
On peut apercevoir lors des scènes correspondant aux chansons In The Flesh et Run Like Hell, que le public ainsi que la garde rapprochée de Pink sont composés en grande partie de skinheads. En effet, pour les besoins de son film, Alan Parker fit appel à l'une des plus grandes bandes de skinheads anglaises de l'époque, à savoir celle de la ville côtière de Tillbury, comptant près de deux cents membres. Dans une interview visible dans les bonus du DVD de l'édition française du film, Parker expliquait que le tournage de ces scènes fut difficile en raison de l'indiscipline des skins ainsi que de leur brutalité indécrottable lors des scènes de bagarres (les skins, toujours d'après Parker, auraient été incapables de simuler les coups et ne pouvaient s'empêcher de frapper violemment),.
Par ailleurs, Roger Waters a déjà affirmé que le concept de The Wall a pris forme dans son esprit après un concert de Pink Floyd au stade olympique de Montréal en 1977 pendant la tournée Animals alors qu'il avait entre autres insulté et craché sur des fans trop enthousiastes. On peut aussi penser qu'il fut impressionné par le stade lui-même, puisque l'amphithéâtre où se déroule le jugement (The Trial) dans le film, de même que les dessins de la pochette intérieure de l'album, rappellent bien le stade olympique tel qu'il était en 1977, c'est-à-dire avec sa célèbre tour inclinée encore inachevée (l'amphithéâtre du film et de l'album comptent plusieurs de ces « tours inachevées »).
Juste avant le début de la chanson Another Brick in the Wall Part 2, on voit le professeur se moquer du héros en lisant devant toute la classe la phrase suivante, extraite d’un poème que Pink était en train d’écrire : « Money get back / I'm all right Jack / Keep your hands off my stack ». Il s’agit en fait des paroles du quatrième couplet de la chanson Money, de l'album The Dark Side of the Moon de Pink Floyd sorti en 1973. Le clin d’œil est dû à Alan Parker, Waters n'ayant que peu apprécié. C'est une des rares traces d'humour du film, avec la représentation du procureur.
Paradoxalement, Waters a tout d'abord reproché au film que « le rire y est absent ». Plus généralement, il s'est déclaré déçu du résultat :

« ... quand j'ai vu les treize bobines assemblées les unes aux autres, j'ai eu le sentiment qu'il manquait une vraie dynamique. C'est comme s'il commençait à vous frapper en pleine tête dès les dix premières minutes, et que ça continuait jusqu'à la fin, sans laisser un seul moment de répit [...] Ce personnage de Pink ne m'intéressait pas, je ne ressentais aucune empathie pour lui... [...] et si je vais au cinéma et qu'aucun des personnages ne parvient à m'intéresser, alors il s'agit d'un mauvais film. »

— Roger Waters, in Nicolas Schafner, A saucerful of secrets. The Pink Floyd odyssey. Helter Skelter, 2005
.

### Travaux universitaires
- Kathy Mouton, sous la direction de Fabien Gérard, Alan Parker : un coup de poing dans le « mur ». Analyse critique du film Pink Floyd – The Wall. Mémoire de licence en journalisme, Université libre de Bruxelles (Belgique), 1994, 190 pages.
- Errol Holst, sous la direction de Costin Mieréanu : Pink Floyd The Wall film musical ou musique filmée ? (sa place dans la production du cinéma musical de 1955 à 1985). Mémoire de maîtrise d'esthétique, université de Paris I, Panthéon Sorbonne (UEFR d'arts plastiques, Saint-Charles), mai 1989, 194 pages.